# Maulid
A maulid, néha mavlid (arab: مولد النبي , angol átírásban röviden: Mawlid, jelentése: a próféta születése) Mohamed próféta születése évfordulójának ünnepe az iszlám naptár harmadik hónapjának (Rabí al-Avval) 12. napján.
Szinte minden iszlám országban megünneplik és más országokban is, amelyeknek jelentős muszlim népessége van (pl. India, Oroszország, UK stb). Ilyenkor nagy utcai felvonulásokat tartanak, kidíszítik az otthonokat, élelmet osztanak és történeteket mesélnek Mohamed életéről a gyerekeknek.
Nemzeti ünnep a legtöbb muzulmán többségű országban, kivéve Szaúd-Arábiát és Katart, ahol tilos az ünneplése. E két országban a vahhabita mozgalom helyteleníti a megemlékezést.

## Alternatív nevei
- Eid al-Mawlid an-Nabawī –  (arab)
- Eid Milād-un-Nabī –  (urdu)
- Eid-e-Meeladun Nabi –  (Banglades, Sri Lanka, Maldív-szigetek, Dél-India)
- el Mūled (en-Nabawi)/Mūled en-Nabi –  (egyiptomi arab)
- el Mūled -  (tunéziai arab)
- Gamou – ? (volof)
- Maulidur-Rasūl –  (maláj)
- Maulidur-Nabi –  (indonéz)
- Mawlûd –  (arab)
- Mawlūd-e Sharīf –  (dari/Urdu)
- Maulud Nabi –  (maláj)
- Maulidi – (szuahéli, hauszák)
- Mawlid an-Nabī (pl. al-Mawālid) –  (arab)
- Mawlid en-Nabaoui Echarif –  (algériai arab)
- Mevlid-i Şerif/ Mevlüt –  (török)
- Mevlud/Mevlid –  (bosnyák)
- Mevlydi –  (albán)
- Milād an-Nabī –  (Urdu)
- Milād-e Payambar-e Akram –  (perzsa)
- Mövlüd – (azeri)
- Mulud –  (jávai)
- Nabi/Mahanabi Jayanti –  (szanszkrit, Dél-India)

## Időpontjai
Időpontok a Gergely-naptár alapján:
- 2016: December 11. a szunnitáknak és némely síitáknak. December 16. a síiták többségének.
- 2017: November 30. a szunnitáknak. December 5. a síiták többségének.
- 2018: November 20. a szunnitáknak. November 25. a síiták többségének.
- 2019: November 9. a szunnitáknak. November 14. a síiták többségének.

## Fordítás
- Ez a szócikk részben vagy egészben  a   Mawlid című angol Wikipédia-szócikk ezen változatának fordításán alapul.  Az eredeti cikk szerkesztőit annak laptörténete sorolja fel. Ez a jelzés csupán a megfogalmazás eredetét és a szerzői jogokat jelzi, nem szolgál a cikkben szereplő információk forrásmegjelöléseként.